# 天道盟天鷹會
天道盟天鷹會，是臺灣三大犯罪組織之一的天道盟旗下的分會。

## 簡介
天鷹會美鷹在台北市中山區一帶為主要勢力範圍，另在新北市中和、永和、桃園市、臺中市區及烏日區大里區等地區活動。於台北市中山區林森北路一帶成立，在中山北路二段72巷「廉○大樓」1F設立據點，開設「仲信徵信」公司。經營仲介法拍屋、圍事特種行業為主要經濟活動。天鷹會被視為是羅福助的嫡系組織。